# Первомайське (Бурлинський район)
Первома́йське (рос. Первомайское) — село у складі Бурлинського району Алтайського краю, Росія. Входить до складу Бурлинської сільської ради.

## Населення
Населення — 195 осіб (2010; 287 у 2002).
Національний склад (станом на 2002 рік):
- росіяни — 58 %